# 烏瑪瓦卡
烏瑪瓦卡（西班牙語：Humahuaca）是一個位於阿根廷胡胡伊省的城市。根據2001人口普查 [INDEC]烏瑪瓦卡有11,369居民，它也是烏瑪瓦卡行政區的主要城鎮(所在地)。它作為塔夫拉達·德烏瑪瓦卡的所在地，一條在安第斯中央山脈阿爾蒂普拉諾高原東面的長谷而眾所周知。
烏瑪瓦卡是位處於蒂爾卡拉和佩爾馬瑪卡北面，塔夫拉達·德烏瑪瓦卡的彩色山谷裡。
在小鎮的中心那處，有一座可從主廣場看到的教堂塔樓。伴隨的一個大鐘會在正午鳴響，之後一個聖方濟蘇蘭奴的肖像會隨塔樓小門的打開而出並比劃十字聖號。

## 迭事
該市鎮正好在地球上位處在香港的另一端。

## 攝於烏瑪瓦卡
- Verónico Cruz（英语：Verónico Cruz (film)）, (1988).

## 外部連結
- San Francisco Solano de la Bendición (photos) （页面存档备份，存于）
- Coord. geográficas + imágenes NASA, Google （页面存档备份，存于）